# Benzo(c)thiophène
Le benzo[c]thiophène est un composé organosulfuré de formule chimique C6H4C2H2S. Il est moins stable et moins abondant sur son isomère benzo[b]thiophène.